# Farba fleksograficzna
Farba fleksograficzna – farba drukowa stosowana w poligraficznych maszynach drukujących w technice fleksograficznej. Zasadniczym nośnikiem barwy tych farb są substancje barwiące (pigmenty i laki lub barwniki organiczne), natomiast spoiwo stanowią rozpuszczalniki i polimery.

## Składniki farby fleksograficznej i ich funkcje
Historycznie fleksograficzna forma drukowa była wykonywana z gumy naturalnej, następnie z kauczuku nitrylowego i butylowego, a obecnie najpowszechniej stosuje się fotopolimer. Kolejne materiały posiadały coraz większą odporność na różne rozpuszczalniki, dzięki czemu można było modyfikować rodzaj rozpuszczalników występujących w farbie fleksograficznej.
W farbach fleksograficznych wodnych lub rozpuszczalnikowych:
- rozpuszczalniki (alkohole, estry, glikole, ketony, woda) stanowią 50–75% zawartości farby. Rozpuszczają polimery.
- polimery (akrylowe, celulozowe, poliamidowe) stanowią 8–15% zawartości farby. Decydują o adhezji, połysku, odporności chemicznej i mechanicznej farby.
- substancje barwiące (pigmenty organiczne, nieorganiczne, barwniki organiczne) stanową 8–15% zawartości farby. Są nośnikiem barwy farby.
- dodatki stanowią 3–5% zawartości farby. Modyfikują cechy farby lub decydują o jej nowych cechach: reologia, adhezja, odporność mechaniczna.

Farby rozpuszczalnikowe w zależności od rodzaju żywic w nich występujących można podzielić na farby nitrocelulozowe (NC), poliwinylobutyralowe (PVB), poliamidowe (PA), akrylowe, z polichlorku winylu, z żywic poliuretanowych dwuskładnikowych. Z racji na szkodliwość środowiskową niektórych rodzajów promowane są farby wodne; notuje się ciągły procentowy wzrost ich zużycia względem fleksograficznych farb rozpuszczalnikowych.
Farby fleksograficzne UV:
Farby fleksograficzne UV nie zawierają rozpuszczalników. Pod wpływem promieniowania UV fotoinicjator inicjuje polimeryzację. Istnieją dwa rodzaje farb flekso UV: farby rodnikowe i farby kationowe. Farby rodnikowe utrwalają się pod wpływem promieniowania UV, a po jego ustaniu proces polimeryzacji zatrzymuje się. Stąd farby te powinny osiągnąć pełną polimeryzację pod lampami UV. Farby kationowe mogą utrwalać się po ustaniu naświetlania promieniowaniem UV, stąd ich ostateczna polimeryzacja nie musi odbywać się pod lampami UV. Zasadniczo w technologii flekso UV używa się farb rodnikowych. Farby UV stosuje się w maszynach wąskowstęgowych.
Skład farby fleksograficznej jest podobny do składu farby wklęsłodrukowej. Typowe grubości naniesienia farby na podłoże drukowe wynosi 10 μk.